# Guerlesquin
Guerlesquin (tiếng Breton: Gwerliskin) là một xã của tỉnh Finistère, thuộc vùng Bretagne, miền tây bắc Pháp.

## Dân số
Người dân ở Guerlesquin được gọi là Guerlesquinais.